# Nicholas Berg
Nicholas Evan Berg (* 2. April 1978 in West Chester, Pennsylvania; † 7. Mai 2004) war ein US-amerikanischer Geschäftsmann, der durch seine per Video gefilmte Enthauptung während des Aufstandes gegen die Besetzung des Irak nach dem Dritten Golfkrieg bekannt wurde. Sein Tod stellte den Beginn weiterer Morde an westlichen Geiseln im Irak dar. Das Video rief den Mord an Daniel Pearl in Pakistan im Jahre 2002 in Erinnerung.

## Leben
Nicholas Berg stammte aus West Chester, Pennsylvania, war 26 Jahre alt und jüdischer Religion. Er war in den Irak auf eigene Initiative gereist, um dort Sendeanlagen zu reparieren. Mitte März 2004 wollte Nicholas Berg in die USA zurückfliegen, wurde jedoch an einer Straßensperre in Mosul von der irakischen Polizei verhaftet und dann am 6. April 2004 nach 13 Tagen Haft wieder freigelassen. Zu diesem Zeitpunkt fand ein größerer Aufstand irakischer Gruppen gegen die Besatzungstruppen statt und führte zu für Ausländer besonders unsicheren Verhältnissen.
Wenige Tage später wurde Berg entführt. Angeblich boten die Entführer den USA einen Austausch gegen Gefangene des irakischen Abu-Ghuraib-Gefängnisses an, was von den USA abgelehnt worden sei. Die Existenz eines solchen Angebots wurde allerdings von offiziellen US-Stellen dementiert.
Das Video der Ermordung wurde am 11. Mai 2004 im Internet und in den Medien verbreitet. Auf ihm sind fünf maskierte Männer und Nicholas Berg in einem orangefarbenen Overall zu sehen. Unter den Personen soll sich auch Abu Musab az-Zarqawi (1966–2006) befunden haben, ein führendes Mitglied der Terrororganisation al-Qaida. Am Anfang des Videos sagt Berg: “My name is Nick Berg. My father’s name is Michael. My mother’s name is Suzanne. I have a brother and sister, David and Sara. I live in… Philadelphia.” Die maskierten Männer verlesen danach eine Erklärung, in der sie als Begründung für ihre Aktion die Rache für die Folterung irakischer Gefangener durch US-amerikanische Soldaten im Abu-Ghuraib-Gefängnis angeben. Anschließend werfen sie Berg zu Boden und töten ihn, indem sie mit einer Machete seinen Kopf abtrennen. Seine Leiche war bereits am 8. Mai 2004 in der Nähe Bagdads gefunden worden.
Am 18. Mai 2004 wurde berichtet, dass vier Verdächtige festgenommen worden seien. Nach widersprüchlichen Meldungen wurde dies am 21. Mai 2004 laut ARD durch die USA bestätigt.